# Campionato Riserve 1913-1914
Il Campionato Riserve 1913-1914 fu la seconda edizione del rinnovato campionato di calcio di seconde squadre disputato in Italia. In precedenza, le seconde squadre dei club maggiori, già partecipanti ai campionati di Prima Categoria, partecipavano al campionato di Seconda Categoria.
Il campionato non aveva limiti di età perché il regolamento campionati FIGC non lo definiva e prevedeva, e perciò in campo scendevano siano minorenni che maggiorenni (si era maggiorenni a 21 anni). I giocatori dovevano essere tutti tesserati e dilettanti, perché in caso di provato caso di professionismo potevano essere squalificati.
Si svolse su base regionale, e la ricostruzione dei risultati è ancora frammentaria.
Il calendario era lo stesso delle prime squadre che disputavano il campionato di Prima Categoria perché le partite delle squadre riserve erano disputate la mattina prima delle gare di Prima Categoria. Unendo alla comitiva gli undici giocatori delle riserve più uno o due giocatori di scorta in caso di infortunio o improvvisa indisposizione di un titolare queste squadre avevano la certezza di poter mettere in campo una squadra completa e ridurre le spese di trasferta, anche se all'epoca le Ferrovie dello Stato non concedevano alle squadre di calcio le riduzioni tariffarie che furono garantite solo a partire dal 1925.

## Partecipanti
Per quanto riguarda i gironi dell'Italia settentrionale, 17 delle 29 società di Prima Categoria decisero di iscrivere la propria seconda squadra al Campionato Riserve.

### Girone ligure-piemontese

#### Squadre partecipanti
- Andrea Doria II
- Torino II
- Pro Vercelli II
- Piemonte II
- Genoa II
- Casale II

#### Calendario
- 30 novembre:
  - Alessandria II-Piemonte II 7-1
  - Casale II-Andrea Doria II 6-0
  - Genoa II-Pro Vercelli II 1-3

### Girone lombardo

#### Squadre partecipanti
- Juventus II
- US Milanese II
- Juventus Italia II
- Milan II
- Inter II
- AC Milanese II
- Libertas Milano II

#### Calendario
- 30 novembre: Inter II-Milan II 1-0

### Girone veneto-emiliano

#### Squadre partecipanti
- Venezia II
- Hellas II
- Vicenza II
- Bologna II

### Lazio

#### Squadre partecipanti
- Audace Roma II
- Fortitudo II
- Juventus Roma II
- Lazio II
- Pro Roma II
- Roman II

#### Calendario
- 9 novembre 1913: Pro Roma II-Lazio II 2-4
- 16 novembre 1913: Fortitudo II-Lazio II 2-3
- 23 novembre 1913: Roman II-Lazio II 2-2
- 30 novembre 1913: 
  - Juventus Roma II-Lazio II 0-0
  - Roman II-Pro Roma II 1-1
- 7 dicembre 1913: Audace II-Lazio II ?-?
- 14 dicembre 1913: Lazio II-Pro Roma II 6-1
- 21 dicembre 1913: Lazio II-Fortitudo II 7-0
- 18 gennaio 1914: Lazio II-Roman II 6-2
- 25 gennaio 1914: Lazio II-Juventus Roma II 2-1
- 15 marzo 1914: Lazio II-Audace II 2-1